# Mikhael VI
Mikhael VI Bringas (tiếng Hy Lạp: Μιχαήλ ΣΤ΄ Βρίγγας, Mikhaēl VI Bringas; ? – 1059), còn gọi là Stratiotikos ("Thống soái", "Kiêu hùng" hay "Hiếu chiến") hay Gerontas ("Lão làng"), là Hoàng đế Đông La Mã từ năm 1056 đến năm 1057.

## Tiểu sử
Vốn là bà con họ hàng của quyền thần Joseph Bringas (có ảnh hưởng dưới thời Romanos II), Mikhael Bringas là một patrikios (quý tộc) già cả và là một thành viên thuộc tầng lớp quan lại từng phụng sự Đại thần tài chính quân vụ (và do đó có hình dung từ Stratiotikos). Đích thân nữ hoàng Theodora đã chọn Mikhael Bringas làm người kế vị ngay trước khi bà qua đời vào đầu tháng 9 năm 1056. Việc ông được chọn lên ngôi báu còn nhờ vào ảnh hưởng vững vàng của Leon Paraspondylos, viên cố vấn đáng tin cậy nhất của Theodora.
Mới lên ngôi được ít lâu, Mikhael VI đã thoát khỏi một âm mưu tạo phản từ Theodosios, một người cháu của tiên đế Konstantinos IX Monomachos, Ngoài ra, ông còn phải đối mặt với sự bất mãn của giới quý tộc quân sự.  Điều sai lầm chí mạng của ông chính là phớt lờ quyền lợi chính đáng của tướng Nikephoros Bryennios, mà hoàng đế đã cho phục hồi địa vị và chức tước kể từ khi ông ta cãi nhau với Nữ hoàng Theodora, nhưng từ chối trả lại tài sản như cũ. Sau lần bãi chức Bryennios vì lời than vãn trong một lần triều kiến, hoàng đế hoàn toàn bị quân đội xa lánh, vốn vẫn còn là một thành phần đầy thế lực trong xã hội thời đó. Mikhael kịp thời dàn xếp những sai lầm của mình bằng cách khước từ Bryennios sau khi ông ra lệnh cho vị tướng được phục chức dẫn 3.000 quân đến tăng cường cho đạo quân trú đóng ở Cappadocia. Từ đây Bryennios bắt đầu nhen nhóm âm mưu phế bỏ Mikhael VI, và vụ bắt giữ ông chỉ sớm đẩy cả giới quý tộc quân sự đứng sang hàng ngũ tướng Isaakios Komnenos, nhận thấy thời cơ đã đến, Isaakios quyết định dấy binh xưng đế tại Paphlagonia vào ngày 8 tháng 6 năm 1057.
Dù Mikhael VI có bị áp đảo tinh thần khi hay tin này, quần thần trong triều vẫn đồng lòng cùng nhà vua và điều động binh lực chống lại phản quân. Ngày 26 tháng 8 năm 1057, quan quân triều đình bị lực lượng của Isaakios Komnenos đánh tan tác trong trận Petroe ở gần Nicaea, và phiến quân mau chóng tiến về kinh thành Constantinopolis. Không còn cách nào khác, Mikhael VI vội vàng phái viên đại thần tiếng tăm lừng lẫy Mikhael Psellos làm sứ giả tới thương lượng với phe nổi dậy, đề nghị nhận Isaakios làm con nuôi và ban tước hiệu Caesar, nhưng đề xuất của ông đã bị từ chối công khai. Bản thân Isaakios tỏ ra cởi mở hơn trong cuộc đàm phán và triều đình hứa hẹn sẽ trao cho ông danh phận đồng hoàng đế. Thế nhưng, trong quá trình mật đàm đột nhiên nổ ra một vụ bạo động ủng hộ Isaac ở Constantinopolis. Thượng phụ Mikhael Keroularios đã đứng ra thuyết phục Mikhael VI thoái vị nhường ngôi cho Isaakios vào ngày 31 tháng 8 năm 1057. Vị hoàng đế hợp lệ đành nghe theo lời khuyên của thượng phụ từ bỏ ngôi vị xuống làm tu sĩ. Ông lui về sống ẩn dật tại nhà riêng và qua đời lặng lẽ ở đó vào năm 1059.

### Chính yếu
- Mikhael Psellos, Chronographia.
- Skylitzes, Synopsis of Histories.

### Thứ yếu
- Norwich, John Julius (1993), Byzantium: The Apogee, Penguin, ISBN 0-14-011448-3
- Canduci, Alexander (2010), Triumph & Tragedy: The Rise and Fall of Rome's Immortal Emperors, Pier 9, ISBN 978-1-74196-598-8
- Kazhdan, Alexander, biên tập (1991), Oxford Dictionary of Byzantium, Vol. II, Oxford University Press, ISBN 978-0-19-504652-6
- George Finlay, History of the Byzantine Empire from 716 – 1057, William Blackwood & Sons, 1853